# Момичето с перлената обица
Вижте пояснителната страница за други значения на Момичето с перлената обица.
Момичето с перлената обица е може би най-популярната картина на известния холандски художник Йоханес Вермеер ван Делфт.
Картината е рисувана с маслени бои върху платно през 1665 г. Размерът ѝ е 44,5 cm (вис.) на 39 cm (шир.). Съхранява се в музея „Маурицхойс“ – Хага.